# 天主教加拉加斯總教區
天主教卡拉卡斯總教區（拉丁語：Archidioecesis Taboraënsis）是以委內瑞拉首都卡拉卡斯為中心的一個羅馬天主教教省總教區，下轄三個教區。此總教區是該國九個總教區之一。
1531年6月12日設教區，屬西維爾總教區。1803年11月24日升為總教區。
總教區範圍包括聯邦區以及周圍四個自治市，2006年有教友3,528,000人（佔轄區總人口85.0%）、111個堂區、559名司鐸。總主教現時出缺，宗座署理為巴爾大撒·亨利·波拉斯·卡多佐樞機，輔理主教為圖利奧·類斯·拉米雷斯-帕迪利亞、若瑟·特林達德·費爾南德斯-安古洛和利則·阿爾多·巴雷托-凱羅，榮休總主教為喬治·乌罗萨·萨维诺樞機，榮休輔理主教為羅勃·安多尼·達維拉-烏斯卡特吉和伯多祿·尼各老·貝爾穆德斯-維利亞米薩爾。